# 501.V2
Varijanta 501.V2 ili jednostavno 501.V2 je varijanta SARS-CoV-2 koji uzrokuje COVID-19. Ova je varijanta prvi put otkrivena u Južnoj Africi, a Ministarstvo zdravstva izvijestilo je 18. prosinca 2020. Nekoliko genomskih sekvenci iz ove loze već je predano u bazu podataka GISAID sekvenci, na primjer pristupanje sekvenci EPI ISL 678597. Matt Hancock objavio je da su dvije osobe koje su putovale iz Južne Afrike u Veliku Britaniju zaražene 501.V2 varijantom.
Istraživači i dužnosnici izvijestili su da je prevalencija varijante bila veća među mladima bez osnovnih zdravstvenih stanja, a u usporedbi s drugim varijantama u tim slučajevima češće rezultira ozbiljnom bolešću. Južnoafrički zdravstveni odjel također je naznačio da varijanta možda pokreće drugi val pandemije COVID-19 u zemlji zbog varijante koja se širi bržim tempom od ostalih ranijih inačica virusa.
Znanstvenici su primijetili da varijanta sadrži nekoliko mutacija koje joj omogućuju da se lakše veže na ljudske stanice zbog sljedeće tri mutacije u domeni vezanja receptora (RBD) u glikoproteinu virusa: N501Y (promjena od asparagina (N) do tirozina (Y) u aminokiselinskom položaju 501), K417N i E484K. Mutacija N501Y također je otkrivena u Australiji i Ujedinjenom Kraljevstvu. Dvije mutacije pronađene u 501.v2, E484K i K417N, nisu pronađene u VOC-202012/01, također 501.v2 nema mutaciju 69-70del pronađenu u VOC-202012/01.